# Астангов Михайло Федорович
Миха́йло Фе́дорович Аста́нгов (справжнє прізвище Ружников; нар. 3 листопада 1900, Варшава — пом. 20 квітня 1965) — російський та радянський актор, Народний артист СРСР (з 1955).

## Сценічна діяльність
Сценічну діяльність почав 1918. У 1925—1941 (з перервою) працював у Московському Театрі Революції. В 1927 грав в Одеському театрі ім. Іванова. З 1945 — в театрі імені Вахтангова.
Головні ролі Астангова: Гай («Мій друг» Погодіна), Гамлет («Гамлет» Шекспіра), Матіас Клаузен («Перед заходом сонця» Гауптмана), Роллінг («Гіперболоїд інженера Гаріна») та ін. Астангов знімався в кіно («Мрія», «Російське питання» тощо).

## Відзнаки і нагороди
- Сталінська премія, 1948, 1950, 1951.